# Elizabeth Seymour, duquesa de Somerset
Elizabeth Seymour, duquesa de Somerset y baronesa Percy suo jure (26 de enero de 1667 - 24 de noviembre de 1722) fue una noble británica, heredera de la familia Percy. Fue llamada lady Elizabeth Percy hasta que en 1679 se casó y pasó a tratarse de condesa de Ogle, más tarde su segundo matrimonio le daría el nombre de  Lady Elizabeth Thynne entre 1681 y 1682, momento en que su último matrimonio le granjeo el título de duquesa de Somerset. Elizabeth era la única hija sobreviviente y heredera de Joceline Percy, XI conde de Northumberland (1644–1670). Es conocida por haber sido amiga de la reina Ana, lo que incitó a que Jonathan Swift la plasmase en sus sátiras de The Windsor Prophecy, refiriéndose a la duquesa como "Zanahorias".

## Matrimonios e hijos

### Henry Cavendish, conde de Ogle

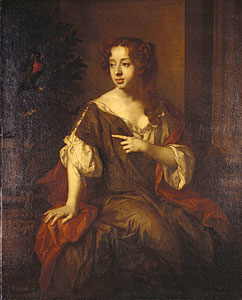
Pintura de Elizabeth, condesa de Ogle. Por Peter Lely

El 27 de marzo de 1679, con doce años, fue desposada por primera vez por Henry Cavendish, conde de Ogle (1659 – 1 de noviembre de 1680), único hijo y heredero de Henry Cavendish, II duque de Newcastle, quien adoptó el apellido Percy en lugar de su apellido patronímico. No obstante, murió al año siguiente y fue enterrado en Petworth. La pareja no tuvo hijos pues, de hecho, es probable que el matrimonio ni siquiera fuera consumado.

### Thomas Thynne
El 15 de noviembre de 1681, con catorce años, volvió a ser desposada por Thomas Thynne (m. 1682) conocido como "Tom de los Diez Mil" gracias a su herencia; pariente de Thomas Thynne, I vizconde de Weymouth. Una banda asesinó a Thynne el febrero siguiente por Karl Johann von Königsmark, un conde sueco que pretendió Elizabeth al enterarse de su infeliz matrimonio; por ello los enemigos de Elizabeth la acusarían de haber confabulado en la muerte de su marido. Los asesinos fueron colgados, aunque Königsmark quedó libre de todo cargo contra la opinión popular. Tampoco tuvo descendencia de este matrimonio.

### Charles Seymour, VI duque de Somerset
El 30 de mayo de 1682, a los cinco meses de enviudar, se casó con Charles Seymour, VI duque de Somerset, quien reformó y se instaló en Petworth House, Sussex. Ella fue Mistress of the Robes de la reina Ana entre 1710 y 1714. Se dice que fue un matrimonio infeliz, en el que Elizabeth aportó una gran fortuna sin recibir a cambio ningún tipo de afecto por parte de su esposo. Aun así, tuvieron amplia descendencia:
- Charles Somerset, conde de Hereford (bautizado el 22 de marzo de 1683 – m. antes del 26 de agosto de 1683). Muerto en la infancia.
- Algernon Seymour, VII duque de Somerset (11 de noviembre de 1684 – 7 de febrero de 1749). Heredero de sus padres. Su única hija y heredera, Elizabeth Seymour, baronesa Percy suo jure y su esposo Sir Hugh Smithson, heredaron el patrimonio de los Percy y tomaron dicho apellido.
- Percy Seymour, murió soltero.
- Elizabeth Seymour (1685–2 de abril de 1734), esposa de Henry O'Brien, VIII conde de Thomond (1688–1741), sin descendencia. Les heredó su sobrino, Percy Wyndham-O'Brien, I conde de Thomond (c. 1713 – 1774), quien adoptó su apellido.
- Catherine Seymour (1693 – 9 de abril de 1731), esposa de Sir William Wyndham (c. 1688 – 1740) de Orchard Wyndham, Somerset. Su hijo mayor fue Charles Wyndham, II conde de Egremont (1710–1763), quien heredó parte del patrimonio de los Percy.
- Anne Seymour (1709 – 27 de noviembre de 1722), murió joven.
- Frances Seymour, murió soltera.

## Influencia política

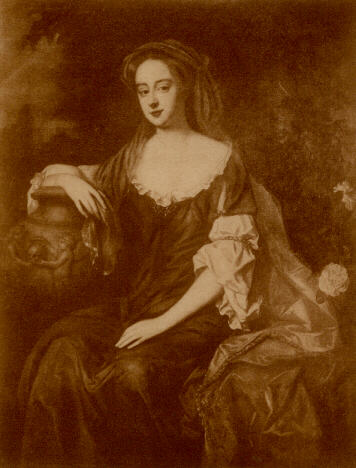
Elizabeth Seymour en torno a 1710

Los duques formaban parte del círculo íntimo de la reina, con quienes había ido a vivir en Syon House en el año 1692 tras una fuerte disputa con Guillermo III y María II. Como ya había hecho Marlborough, Somerset usó la cercanía de su esposa con la reina para mejorar su posición. Ambos tuvieron enfrentamientos verbales, especialmente con Jonathan Swift quien intentaba influenciar a la reina a través de Abigail Masham, rival a confidente de esta. Aparentemente Swift publicó contra los deseos de Masham The Windsor Prophecy, donde satirizaba a la duquesa, la acusaba por conspirar en la muerte de su esposo y daba a entender que podía estar envenenando a la reina. Ana se disgustó ante esto, negándose a ascender a Swift a obispo y expresándose en contra de su nombramiento como decano de la catedral de San Patricio, Dublín.
La arrogancia y orgullo del duque hizo que Ana le quitase cualquier cargo en 1712, dejando a la duquesa estando de acuerdo al consejo de su médico, David Hamilton, preocupado por "su tranquilidad". La duquesa permaneció con la reina toda su vida; Lord Dartmouth quien le describió como "la mayor favorita". Durante su agonía, se dice que Elizabeth confortó a la reina con su calma, mientras Masham permanecía en un estado de histeria.

## Reputación
La influencia sobre la reina y el pasado de sus maridos hicieron que tuviera muchos enemigos. Como su último esposo era muy orgullosa, aunque lord  Dartmouth  se refirió a ella como "la mejor persona nacida y criada en Inglaterra". Ella mostró gran habilidad tratando por la reina, se dice que por no forzarla a hacer nada que no quisiera, opuesta a Abigail Masham, quien la pedía constantes favores. Era reconocida en la corte como observadora y chismosa, incluso Ana se refirió a ella como "una de las mujeres más observadoras y curiosas de Inglaterra".